# ТЭФИ (премия, 1995)
ТЭ́ФИ — российская национальная телевизионная премия за высшие достижения в области телевизионных искусств. Учреждена фондом «Академия Российского Телевидения» 21 октября 1994 года. Премия должна была стать российским аналогом американской телевизионной премии «Эмми».
Для участия в конкурсе «ТЭФИ—1995» принимались работы, произведённые и впервые вышедшие в эфир на территории России в период с 1 января 1994 года по 1 февраля 1995 года.

## Церемония
Первая церемония награждения состоялась 5 мая 1995 года в Московском Художественном театре имени А. П. Чехова (МХТ). Её ведущими были Арина Шарапова и Владимир Познер. Трансляцию телевизионной версии осуществил телеканал «РТР».

## Победители и финалисты
Победители указаны первыми и выделены отдельным цветом 
| Номинации                                                 | Победители и финалисты                                              | Представляющая организация               |
| --------------------------------------------------------- | ------------------------------------------------------------------- | ---------------------------------------- |
| Лучшая публицистическая передача                          | «Страна тишины»                                                     | РТР, Студия «Репортёр»                   |
| Лучшая публицистическая передача                          | «Пресс-клуб»                                                        | АТВ                                      |
| Лучшая публицистическая передача                          | «Жители города Мышкина и четвёртая власть»                          | РТР                                      |
| Лучшая познавательная передача                            | Цикл «Русские цари»                                                 | РТР, ТПО «Лад»                           |
| Лучшая познавательная передача                            | Исторический детектив «Убийство в доме Романовых» («Под знаком Пи») | РГТРК «Останкино»                        |
| Лучшая познавательная передача                            | «Мне день терять не по нервам» («Под знаком Пи»)                    | РГТРК «Останкино»                        |
| Лучшая передача об искусстве                              | Цикл «К-2» — программа «Сюжет», «Ню»                                | РТР, ТПО кинопрограмм Студия «К-2»       |
| Лучшая передача об искусстве                              | «Намедни»                                                           | НТВ                                      |
| Лучшая спортивная передача                                | «Прямой эфир: Карпов — Каспаров»                                    | ТВ-6                                     |
| Лучшая спортивная передача                                | «Теннис в полночь»                                                  | НТВ                                      |
| Лучшая спортивная передача                                | «Авто-Шоу»                                                          | ВИD                                      |
| Лучший телевизионный фильм                                | «Прогулки с Бродским»                                               | Студия «Искусство», РГТРК «Останкино»    |
| Лучший телевизионный фильм                                | «Графиня Шереметьева»                                               | Телекомпания «Класс!», РГТРК «Останкино» |
| Лучшая передача для детей                                 | «Там-Там Новости»                                                   | РТР, ТПО «Рост»                          |
| Лучшая передача для детей                                 | «Звёздный час»                                                      | ВИD                                      |
| Лучшая передача для детей                                 | «Волшебный мир, или Синема»                                         | Телекомпания «Класс!», РГТРК «Останкино» |
| Лучшая информационная передача                            | «Вести»                                                             | РТР                                      |
| Лучшая информационная передача                            | «Итоги»                                                             | НТВ                                      |
| Лучшая информационная передача                            | «Подробности»                                                       | РТР                                      |
| Лучшая развлекательная передача                           | «Новогоднее ТелеВидение»                                            | НТВ                                      |
| Лучшая развлекательная передача                           | «Джентльмен-шоу»                                                    | Продюсерский центр «Московский стиль»    |
| Лучшая развлекательная передача                           | «Ночной актёрский клуб»                                             | РТ 40 канал Санкт-Петербурга             |
| Лучший репортёр                                           | Владимир Лусканов                                                   | НТВ                                      |
| Лучший репортёр                                           | Сергей Кешишев                                                      | АТВ                                      |
| Лучший репортёр                                           | Александр Гурнов                                                    | РТР                                      |
| Лучший ведущий информационной передачи                    | Николай Сванидзе — «Подробности»                                    | РТР                                      |
| Лучший ведущий информационной передачи                    | Татьяна Миткова — «Сегодня»                                         | НТВ                                      |
| Лучший ведущий информационной передачи                    | Светлана Сорокина — «Вести»                                         | РТР                                      |
| Лучший ведущий развлекательной передачи                   | Леонид Якубович — «Поле чудес»                                      | ВИD                                      |
| Лучший ведущий развлекательной передачи                   | Юрий Никулин — «Клуб „Белый попугай“»                               | РЕН ТВ                                   |
| Лучший ведущий развлекательной передачи                   | Александр Масляков — «КВН — 94»                                     | АОЗТ «АМиК»                              |
| Лучший ведущий публицистической передачи                  | Андрей Караулов — «Момент истины»                                   | Продюсерский центр «Московский стиль»    |
| Лучший ведущий публицистической передачи                  | Борис Ноткин — «Приглашает Борис Ноткин»                            | МТК Москва                               |
| Лучший ведущий публицистической передачи                  | Татьяна Комарова — Цикл «Ждите ответа»                              | Студия ИМИ                               |
| Специальный приз «За особый вклад в развитие телевидения» | Владислав Листьев                                                   |                                          |
| Специальный приз «За мужество»                            | Елена Масюк                                                         |                                          |